# Halalaimus gracilis
Halalaimus gracilis är en rundmaskart som beskrevs av De Man 1888. Halalaimus gracilis ingår i släktet Halalaimus och familjen Oxystominidae. Arten är reproducerande i Sverige. Inga underarter finns listade i Catalogue of Life.